# نصار
نصّار هو مخرج وممثل هندي، ولد في 5 مارس 1958 في الهند.

## أعمال

### أفلام
- (2010) لعبة عادلة[4]
- (2015)  البداية[5]

## وصلات خارجية
- نصار على موقع IMDb (الإنجليزية)
- نصار على موقع أول موفي (الإنجليزية)
- نصار على موقع قاعدة بيانات الفيلم (الإنجليزية)
- نصار على موقع كينوبويسك (الروسية)